# Đa tạp phi-Hausdorff
Trong hình học và tô pô, thông thường một đa tạp được xác định là một không gian Hausdorff. Trong tô pô đại cương, tiên đề này được nới lỏng, và người ta nghiên cứu các đa tạp phi-Hausdorff: các không gian đồng phôi cục bộ với không gian Euclid, nhưng không nhất thiết phải là Hausdorff.

## Ví dụ

### Đường thẳng hai gốc
Đường thẳng hai gốc, hay còn gọi là đường thẳng mắt lồi.
Nó là không gian thương của hai đường thẳng thực
R × { a } và R × { b }
dưới quan hệ tương đương
{\displaystyle (x,a)\sim (x,b){\text{ if }}x\neq 0.}
Không gian này có một điểm duy nhất ứng với mỗi số thực r khác 0 và hai điểm 0a và 0b ứng với r=0. Một cơ sở địa phương của các lân cận mở quanh {\displaystyle 0_{a}} trong không gian này là các tập hợp có dạng {\displaystyle \{r\in \mathbb {R} \setminus \{0\}\vert -\varepsilon <r<\varepsilon \}\cup \{0_{a}\}}, với {\displaystyle \varepsilon } là một số thực dương. {\displaystyle 0_{b}} cũng có một cơ sở như thế. Trong không gian này, mọi lân cận mở 0a giao với mọi lân cận mở của 0b, vì vậy nó là phi-Hausdorff: ta không thể tách biệt 0a và 0b bằng hai lân cận mở.

### Không gian étalé
Không gian Étalé của một bó là một đa tạp thường là phi-Hausdorff. (Không gian étalé là Hausdorff với bó các hàm số thỏa mãn một thuộc tính kiểu thác triển giải tích.) 